# Colón (ort i Kuba, Matanzas)
Colón är en ort i Kuba.   Den ligger i provinsen Matanzas, i den nordvästra delen av landet, 160 km öster om huvudstaden Havanna. Colón ligger 58 meter över havet och antalet invånare är 63 882.
Terrängen runt Colón är platt. Runt Colón är det ganska tätbefolkat, med 134 invånare per kvadratkilometer. Colón är det största samhället i trakten. Trakten runt Colón består till största delen av jordbruksmark.